# تپه آقا میرزا آغا
تپه آقا میرزا آغا مربوط به دوره کالکولتیک ـ تاریخی است و در شهرستان ازنا، بخش مرکزی، دهستان پاچه لک غربی، ۱/۵ کیلومتری شمال غربی روستای اشرف آباد واقع شده و این اثر در تاریخ ۸ بهمن ۱۳۸۵ با شمارهٔ ثبت ۱۶۹۹۲ به عنوان یکی از آثار ملی ایران به ثبت رسیده است.